# Ексеневе
Ексеневе (фр. Excenevex) је насељено место у Француској у региону Рона-Алпи, у департману Горња Савоја.
По подацима из 2011. године у општини је живело 1032 становника, а густина насељености је износила 154,86 становника/km².

## Демографија
| 1962. | 1968. | 1975. | 1982. | 1990. | 2011. |
| ----- | ----- | ----- | ----- | ----- | ----- |
| 316   | 353   | 445   | 459   | 657   | 1.032 |